# Lijst van voetbalinterlands Hongkong - Japan
Deze lijst van voetbalinterlands is een overzicht van alle officiële voetbalwedstrijden tussen de nationale teams van Hongkong en Japan. De landen speelden tot op heden 26 keer tegen elkaar. De eerste ontmoeting was een wedstrijd op de Aziatische Spelen 1958 in Tokio op 28 mei 1958. Het laatste duel, een wedstrijd tijdens de Oost-Azië Cup 2025, werd gespeeld in Yongin (Zuid-Korea) op 8 juli 2025.

## Wedstrijden
| №  | Plaats       | Datum             | Competitie                 | Wedstrijd        | Uitslag |
| -- | ------------ | ----------------- | -------------------------- | ---------------- | ------- |
| 1  | Tokio        | 28 mei 1958       | Aziatische Spelen 1958     | Japan – Hongkong | 0 – 2   |
| 2  | Kuala Lumpur | 31 augustus 1959  | Vriendschappelijk          | Japan – Hongkong | 1 – 1   |
| 3  | Kuala Lumpur | 2 september 1959  | Vriendschappelijk          | Japan – Hongkong | 2 – 4   |
| 4  | Hongkong     | 11 maart 1965     | Vriendschappelijk          | Hongkong – Japan | 1 – 4   |
| 5  | Hongkong     | 15 maart 1965     | Vriendschappelijk          | Hongkong – Japan | 1 – 2   |
| 6  | Kuala Lumpur | 31 juli 1970      | Vriendschappelijk          | Japan – Hongkong | 1 – 2   |
| 7  | Seoel        | 22 mei 1973       | WK 1974 kwalificatie       | Japan – Hongkong | 0 – 1   |
| 8  | Hongkong     | 20 februari 1974  | Vriendschappelijk          | Hongkong – Japan | 0 – 0   |
| 9  | Hongkong     | 14 juni 1975      | Azië Cup 1976 kwalificatie | Hongkong – Japan | 0 – 0   |
| 10 | Hongkong     | 26 juni 1975      | Azië Cup 1976 kwalificatie | Hongkong – Japan | 0 – 1   |
| 11 | Kuala Lumpur | 30 juli 1975      | Vriendschappelijk          | Japan – Hongkong | 0 – 2   |
| 12 | Guangzhou    | 9 juni 1980       | Vriendschappelijk          | Hongkong – Japan | 1 – 3   |
| 13 | Kanton       | 18 juni 1980      | Vriendschappelijk          | Hongkong – Japan | 0 – 2   |
| 14 | Kobe         | 11 augustus 1985  | WK 1986 kwalificatie       | Japan – Hongkong | 3 – 0   |
| 15 | Hongkong     | 22 september 1985 | WK 1986 kwalificatie       | Hongkong – Japan | 1 – 2   |
| 16 | Hongkong     | 22 mei 1989       | WK 1990 kwalificatie       | Hongkong – Japan | 0 – 0   |
| 17 | Kobe         | 18 juni 1989      | WK 1990 kwalificatie       | Japan – Hongkong | 0 – 0   |
| 18 | Hongkong     | 19 februari 1995  | Dynasty Cup 1995           | Hongkong – Japan | 0 – 3   |
| 19 | Yokohama     | 4 maart 1998      | Vriendschappelijk          | Japan − Hongkong | 5 − 1   |
| 20 | Saitama      | 7 december 2003   | Oost-Azië Cup 2003         | Japan – Hongkong | 1 – 0   |
| 21 | Shizuoka     | 8 oktober 2009    | Azië Cup 2011 kwalificatie | Japan – Hongkong | 6 – 0   |
| 22 | Hongkong     | 18 november 2009  | Azië Cup 2011 kwalificatie | Hongkong – Japan | 0 – 4   |
| 23 | Tokio        | 11 februari 2010  | Oost-Azië Cup 2010         | Japan – Hongkong | 3 – 0   |
| 24 | Busan        | 14 december 2019  | Oost-Azië Cup 2019         | Japan − Hongkong | 5 − 0   |
| 25 | Kashima      | 19 juli 2022      | Oost-Azië Cup 2022         | Japan − Hongkong | 6 − 0   |
| 26 | Yongin       | 8 juli 2025       | Oost-Azië Cup 2025         | Japan − Hongkong | 6 − 1   |

## Samenvatting
| Competitie            | Totaal gespeeld | Winst Hongkong | Gelijk | Winst Japan | Doelsaldo Hongkong – Japan |
| --------------------- | --------------- | -------------- | ------ | ----------- | -------------------------- |
| WK-kwalificatie       | 5               | 1              | 2      | 2           | 2 − 5                      |
| Azië Cup-kwalificatie | 4               | 0              | 1      | 3           | 0 − 11                     |
| Oost-Azië Cup         | 6               | 0              | 0      | 6           | 1 − 24                     |
| Aziatische Spelen     | 1               | 1              | 0      | 0           | 2 − 0                      |
| Vriendschappelijk     | 10              | 3              | 2      | 5           | 13 − 20                    |
| Totaal                | 26              | 5              | 5      | 16          | 18 − 60                    |

HKFA · 
Lijst van A-internationals · 
Hongkongs vrouwenelftal
1960 – 1969 ·
1970 – 1979 ·
1980 – 1989 ·
1990 – 1999 ·
2000 – 2009 ·
2010 – 2019 ·
2020 − 2029
Afghanistan ·
Argentinië ·
Australië ·
Bahrein ·
Bangladesh ·
Bhutan ·
Brazilië ·
Brunei ·
Cambodja ·
Canada ·
China ·
Colombia ·
Denemarken ·
Estland ·
Fiji ·
Filipijnen ·
Guam ·
India ·
Indonesië ·
Irak ·
Iran ·
Israël ·
Japan ·
Jemen ·
Joegoslavië ·
Jordanië ·
Koeweit ·
Kroatië ·
Laos ·
Libanon ·
Liechtenstein ·
Macau ·
Malediven ·
Maleisië ·
Marokko ·
Mauritius ·
Mongolië ·
Myanmar ·
Nepal ·
Noord-Korea ·
Noorwegen ·
Oezbekistan ·
Oman ·
Oost-Timor ·
Palestina ·
Paraguay ·
Qatar ·
Salomonseilanden ·
Saoedi-Arabië ·
Singapore ·
Sri Lanka ·
Syrië ·
Tadzjikistan ·
Taiwan ·
Thailand ·
Turkmenistan ·
Verenigde Arabische Emiraten ·
Vietnam ·
Zuid-Korea ·
Zuid-Vietnam ·
Zwitserland
JFA · A-Internationals · Selecties · Bondscoaches · Statistieken · Olympisch elftal · Japans vrouwenelftal · Japan U21 · Japan U20 · Japan U19 · Japan U18 · Japan U17
1910 – 1949 · 
1950 – 1959 · 
1960 – 1969 · 
1970 – 1979 · 
1980 – 1989 · 
1990 – 1999 · 
2000 – 2009 · 
2010 – 2019 · 
2020 – 2029
CC 1995 · 
CC 2001 · 
CC 2003 · 
CC 2005
WK 1998 · 
WK 2002 · 
WK 2006 · 
WK 2010 · 
WK 2014 · 
WK 2018
OS 1936 · 
OS 1956 ·
OS 1964 · 
OS 1968 · 
OS 1996 ·
OS 2000 ·
OS 2004 ·
OS 2008 ·
OS 2012 ·
OS 2016 ·
OS 2020
1917 · 
1918 · 1919 · 
1921 · 
1922 · 
1923 · 
1924 · 
1925 · 
1926 · 
1927 · 
1928 · 1929 · 
1930 · 
1931 · 1932 · 1933 · 
1934 · 
1935 · 
1936 · 
1937 · 1938 · 
1939 · 
1940 · 
1941 · 
1942 · 
1943 – 1950 · 
1951 · 
1952 · 1953 · 
1954 · 
1955 · 
1956 · 
1957 · 
1958 · 
1959 · 
1960 · 
1961 · 
1962 · 
1963 · 
1964 · 
1965 · 
1966 · 
1967 · 
1968 · 
1969 · 
1970 · 
1971 · 
1972 · 
1973 · 
1974 · 
1975 · 
1976 · 
1977 · 
1978 · 
1979 · 
1980 · 
1981 · 
1982 · 
1983 · 
1984 · 
1985 · 
1986 · 
1987 · 
1988 · 
1989 · 
1990 · 
1991 · 
1992 · 
1993 · 
1994 · 
1995 · 
1996 · 
1997 · 
1998 · 
1999 · 
2000 · 
2001 · 
2002 · 
2003 · 
2004 · 
2005 · 
2006 · 
2007 · 
2008 · 
2009 · 
2010 · 
2011 · 
2012 · 
2013 · 
2014 · 
2015 ·
2016 ·
2017 ·
2018 ·
2019 ·
2020 ·
2021 ·
2022
Afghanistan ·
Angola ·
Argentinië ·
Australië ·
Azerbeidzjan · 
Bahrein ·
Bangladesh ·
België ·
Bolivia ·
Bosnië en Herzegovina ·
Brazilië ·
Brunei ·
Bulgarije ·
Cambodja ·
Canada ·
Chili ·
China ·
Colombia ·
Costa Rica ·
Cyprus ·
Denemarken ·
Duitsland ·
Ecuador ·
Egypte ·
El Salvador ·
Engeland ·
Filipijnen ·
Finland ·
Frankrijk ·
Ghana ·
Griekenland ·
Guatemala ·
Haïti ·
Honduras ·
Hongarije ·
Hongkong ·
IJsland ·
India ·
Indonesië ·
Irak ·
Iran ·
Israël ·
Italië ·
Ivoorkust ·
Jamaica ·
Jemen ·
Joegoslavië ·
Jordanië ·
Kameroen ·
Kazachstan ·
Kirgizië ·
Koeweit ·
Kroatië ·
Letland ·
Luxemburg ·
Macau ·
Maleisië ·
Mali ·
Malta ·
Mexico ·
Mongolië ·
Montenegro ·
Myanmar ·
Nederland ·
Nepal ·
Nieuw-Zeeland ·
Nigeria ·
Noord-Korea ·
Noorwegen ·
Oekraïne ·
Oezbekistan ·
Oman ·
Oostenrijk ·
Pakistan ·
Palestina ·
Panama ·
Paraguay ·
Peru ·
Polen ·
Qatar ·
Roemenië ·
Rusland ·
Saoedi-Arabië ·
Schotland ·
Senegal ·
Servië ·
Servië en Montenegro ·
Singapore ·
Slowakije ·
Sovjet-Unie ·
Spanje ·
Sri Lanka ·
Syrië ·
Tadzjikistan ·
Taiwan ·
Thailand ·
Togo ·
Trinidad en Tobago ·
Tsjechië ·
Tunesië ·
Turkije ·
Turkmenistan ·
Uruguay ·
Venezuela ·
Verenigde Arabische Emiraten ·
Verenigde Staten ·
Vietnam ·
Wales ·
Wit-Rusland ·
Zambia ·
Zuid-Afrika ·
Zuid-Jemen ·
Zuid-Korea ·
Zuid-Vietnam ·
Zweden ·
Zwitserland
Australië (2006) · 
Brazilië (2006) · 
België (2018) · 
Colombia (2014) · 
Colombia (2018) ·
Denemarken (2010) ·
Duitsland (2022) · 
Frankrijk (2001) · 
Griekenland (2014) · 
Ivoorkust (2014) · 
Kameroen (2010) · 
Kroatië (2006) · 
Nederland (2010) ·
Polen (2018) ·
Senegal (2018) ·
Spanje (2022)